# Amphisbetia avia
Amphisbetia avia is een hydroïdpoliep uit de familie Sertulariidae. De poliep komt uit het geslacht Amphisbetia. Amphisbetia avia werd in 1975 voor het eerst wetenschappelijk beschreven door Watson. 